# Пирмазенс
Пирмазенс (на немски: Pirmasens, на местен диалект: Bärmesens) е малък град в Рейнланд-Пфалц, Германия.
Градът има площ от 61,37 км² и 40 006 жители (към 31 декември 2011). Намира се на седем хълма, както Рим. През 1838 г. в Пирмазенс се основава (от Петер Кайзер) най-старата фабрика за обувки в Европа. Днес градът принадлежи обаче към слабите икономически райони на Германия.
Пирмазенс e споменат за пръв път в документ през 860 г. като „pirminiseusna“, селище около манастир Хорнбах. Името му произлиза вероятно от Свети Пирмин, който основава през 741 г. малък манастир в съседния малък град Хорнбах, където умира през 753 г.
През 1763 г. получава права на град от ландграф Лудвиг IX от Хесен-Дармщат, който харесвал да живее там в ловджийския дворец на дядо му. През 1793 г. Прусия и Брауншвайг побеждават Франция в битката при Пирмазенс (14 септември 1793). От 1793 до 1815 г. обаче попада към Франция, след това градът отива с останалия Пфалц към Бавария. През 1905 г. градът има 34 002 жители. От 1946 г. Пирмазенс принадлежи към новооснования Рейнланд-Пфалц.
- Пирмазенс - Pirmasens